# عد ميسر
العد الميسر هو طريقة تستخدم في إحصاء العملات الورقية في نوادي القمار أو المصارف. وعادةً ما تكون غرف العد الميسر من بين أكثر الأماكن أمانًا نظرًا لكميات النقود الكبيرة التي من الممكن أن تكون في متناول اليد في أي وقت من الأوقات.
في المعتاد، يتم تشغيل غرفة العد بواسطة ثلاثة أشخاص على الأقل. يقوم أول شخصين بإحصاء رزم العملات بشكل مستقل وتسجيل النتائج على بطاقة العد. ويقوم الشخص الثالث بفحص بطاقاتي العد للتأكد أن أول شخصين قاموا بتسجيل نفس المبلغ. إذا ظهر أي اختلاف بين المبلغين اللذين تم تسجيلهما على بطاقتي العد، فيتم عد النقود مرة أخرى. ولا تزال بعض الشركات التي تمتلك حجمًا أصغر من النقود تتبع سياسة غرفة العد بهذه الطريقة.
ويقوم حاليًا بعملية العد أشخاص محترفون في مجال المحاسبة يُطلق عليهم عدادون، وهم عادة ما يستخدمون الجداول الممتدة على الحاسوب.
عادة، تحتوي غرفة العد الميسر على طاولة كبيرة يتم وضع النقود عليها لعدها، وتُعرف «بطاولة العد». ويقوم موظفو غرفة العد بتنظيم النقود يدويًا بحيث يمكن عدها باليد أو بماكينة العد بسهولة.
وقد تم تجهيز جميع غرف العد العصرية بماكينات آلية عالية السرعة والتي تجري عملية العد. وعادة ما تكون هذه الماكينات قادرة على حساب ما بين عشر إلى عشرين عملة ورقية في الثانية الواحدة. وبعد تحضير النقود على طاولة العد، يتم نقلها إلى مشغل الماكينة الذي يقوم بإدخال الرزم التي تم إعدادها إلى الماكينة. وتقوم الماكينة بالتأكد من صلاحية جميع العملات الورقية وتفصل العملات الورقية التي تم عدها وفقًا للفئة وتقدم تقريرًا مطبوعًا أو إلكترونيًا بالنتائج.
والعكس من عملية العد الميسر هي عملية العد الصعب والتي يتم فيها عد العملات المعدنية.